# Universal Radio Hacker
Der Universal Radio Hacker (URH) ist eine Software zur Analyse von Funkprotokollen. URH bietet Schnittstellen zu Software Defined Radios und kann die hiermit empfangenen Signale direkt demodulieren. Der Nutzer hat die Möglichkeit die demodulierten Bits im Analysis  Tab zu dekodieren und mit Labels zu versehen, um ein schrittweises Reverse Engineering des Protokolls vorzunehmen. Im  Generation  Tab können Daten manipuliert und wieder eingespielt werden. URH bietet hierzu eine Unterstützung für Fuzzing.